# Bernardia chinantlensis
Bernardia chinantlensis är en törelväxtart som beskrevs av A.Cerv. och Flores Olv.. Bernardia chinantlensis ingår i släktet Bernardia och familjen törelväxter. Inga underarter finns listade i Catalogue of Life.